# Liste de séismes au Sichuan
Pour un article plus général, voir liste de séismes en Chine.

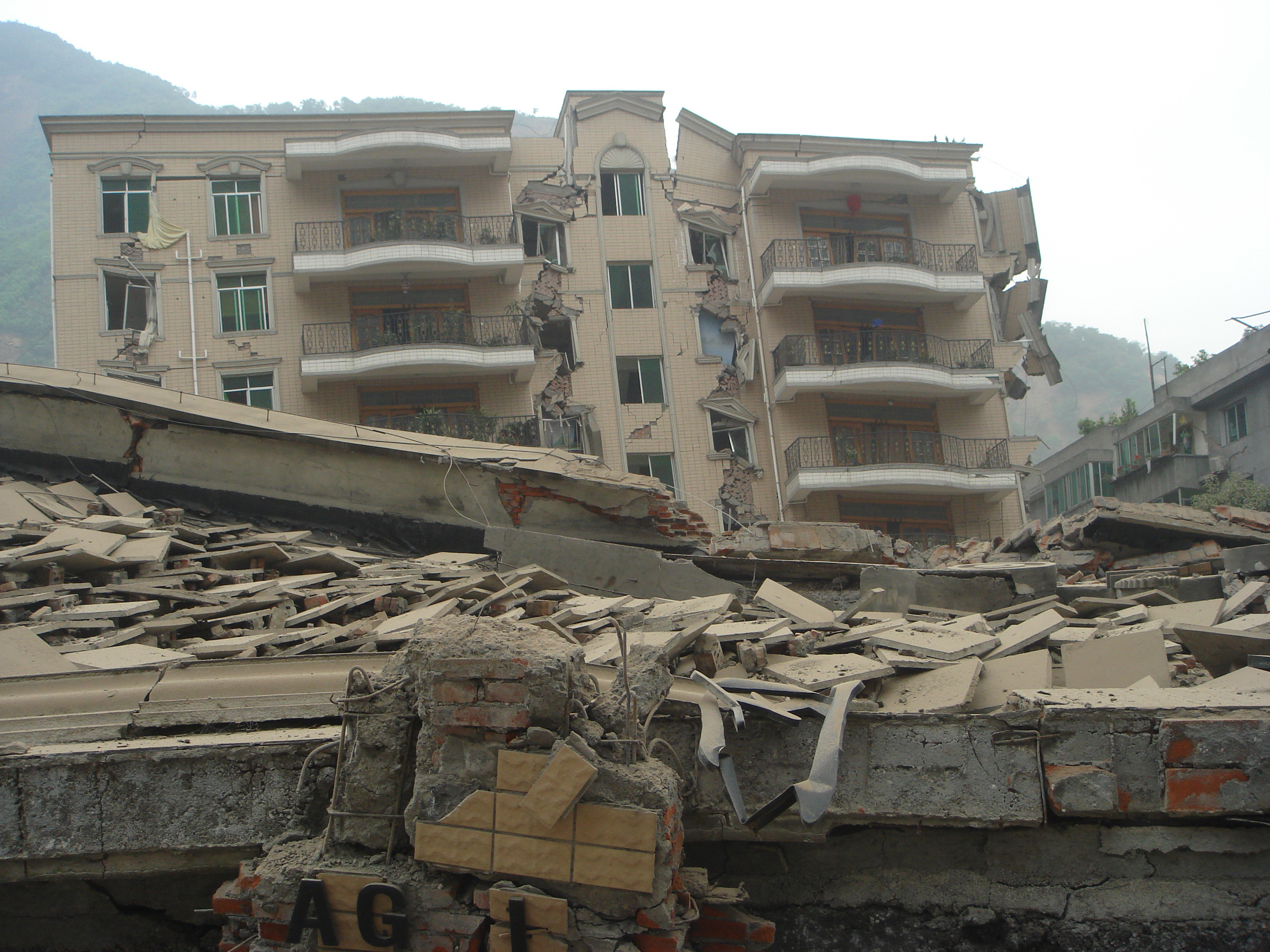
Dégâts engendrés dans le xian autonome qiang de Beichuan après le séisme de 2008 au Sichuan.

Voici une liste de séismes qui se sont produits au Sichuan, en Chine.

## Magnitude de 7 et plus
| Nom                                  | Magnitude (Ms) | Date          | Épicentre                                                                                | Cause                  |
| ------------------------------------ | -------------- | ------------- | ---------------------------------------------------------------------------------------- | ---------------------- |
| premier séisme de 1786 à Garzê       | 7,8            | 1er juin 1786 | Dardo (康定縣) et xian de Luding (瀘定縣)                                                |                        |
| second séisme de 1786 à Garzê        | 7,0            | 10 juin 1786  | xian de Luding (瀘定縣), dans la préfecture autonome tibétaine de Garzê (甘孜藏族自治州) |                        |
| séisme de 1816 à Luhuo               | 7,5            | 1816          | xian de Luhuo (爐霍縣), dans la préfecture autonome tibétaine de Garzê (甘孜藏族自治州)  |                        |
| séisme de Xichang                    | 7,5            | 1850          | Xichang (西昌市), dans la préfecture autonome yi de Liangshan (涼山彝族自治州)           |                        |
| séisme de 1933 à Diexi               | 7,5            | 1933          | Diexi (xian de Mao) (en) (茂縣)                                                          |                        |
| séisme de 1955 à Dardo Zheduo        | 7,5            | 1955          | Dardo (康定縣) et Zheduo Dyke (折多塘)                                                   |                        |
| séisme de 1955 à Kangding            | 7,5            | 1955          | Dardo (康定縣)                                                                           |                        |
| séisme de 1973 à Luhuo               | 7,9            | 1973          | xian de Luhuo (爐霍縣)                                                                   |                        |
| séisme de 1976 à Songpan-Pingwu (en) | 7,2            | 1976          | xian de Songpan (松潘縣) et xian de Pingwu (平武縣)                                      |                        |
| séisme de 2008 au Sichuan            | 8,0            | 12 mai 2008   | xian de Wenchuan (汶川縣)                                                                | Longmenshan Fault (en) |
| séisme de 2013 dans le Sichuan       | 7,0            | 20 avril 2013 | Ya'an (雅安市)                                                                           | Longmenshan Fault (en) |

## Magnitude de 6 à 6,9
| Nom                             | Magnitude (Ms) | Date             | Épicentre                                                            | Cause |
| ------------------------------- | -------------- | ---------------- | -------------------------------------------------------------------- | ----- |
| séisme de Mabian                | 6,0            | 1935             | Leshan (樂山市), dans le xian autonome yi de Mabian (馬邊彝族自治縣) |       |
| séisme de Huili                 | 6,75           | 1955             | xian de Huili (會理縣) et Yuzha (魚鮓鄉)                             |       |
| séisme de 1975 à Dardo Jiulong  | 6,2            | 1975             | Dardo (康定縣) et xian de Jiulong (爐霍縣)                           |       |
| séisme de 1981 à Dawu (en)      | 6,9            | 1981             | xian de Dawu (道孚縣)                                                |       |
| séisme de Garzê                 | 6,0            | 1982             | xian de Garzê (甘孜縣)                                               |       |
| séisme de Batang                | 6,7            | 1989             | xian de Batang (巴塘縣)                                              |       |
| séisme de Yajiang               | 6,0            | 2001             | xian de Yajiang (雅江)                                               |       |
| séisme de 2008 à Panzhihua (en) | 6,1            | 30 août 2008     | Panzhihua (攀枝花市)                                                 |       |
| séisme de 2014 à Kangding       | 6,3            | 22 novembre 2014 | Kangding (康定縣)                                                    |       |